# 福村 (阿登省)
福村（法語發音：[fo] ⓘ）是法国大東部大區阿登省的一个市镇，属于勒泰勒区。

## 地理
福村（49°32'15"N, 4°29'57"E）面积3.28 平方千米，位于法国大東部大區阿登省，该省份为法国北部内陆省份，西接埃纳省，南至马恩省，东临默兹省，北与比利时接壤。
与福村接壤的市镇（或旧市镇、城区）包括：阿马涅、欧邦库尔-沃泽勒、吕基、索尔斯-蒙克兰、索尔西-博泰蒙。
福村的时区为UTC+01:00、UTC+02:00（夏令时）。

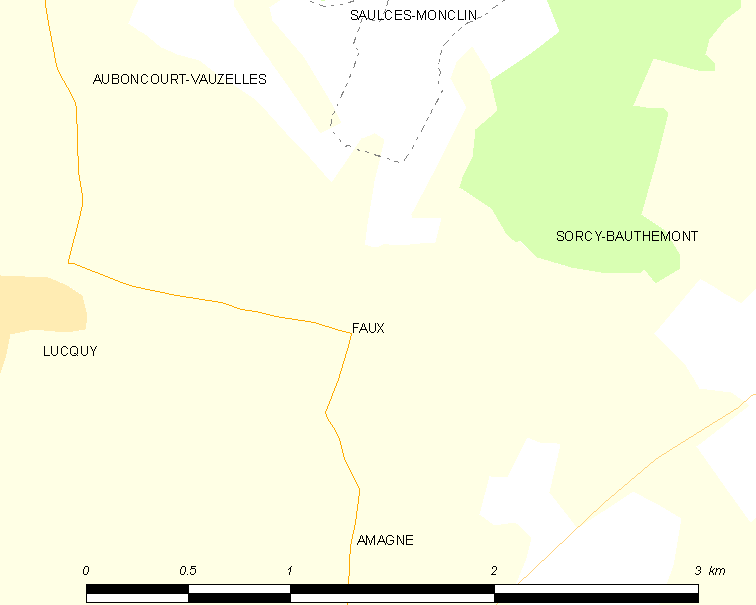
福村的OSM定位图

## 行政
福村的邮政编码为08270，INSEE市镇编码为08165。

## 政治
福村所属的省级选区为锡尼拉拜县。

## 人口

1962-2008年间福村人口变化图示

福村于2022年1月1日时的人口数量为63人。